# Twierdzenie Janaka
Twierdzenie Janaka występuje w teorii funkcjonałów gęstości i jest analogiem twierdzenia Koopmansa. Mówi ono, że energia orbitalu jest równa pochodnej energii całkowitej po liczbie obsadzeń.
{\displaystyle {\frac {\partial E}{\partial n_{i}}}=\varepsilon _{i},\ n=1,\dots ,N,} gdzie {\displaystyle N} jest całkowitą liczbą elektronów w układzie.